# San Esteban de la Sierra (kommunhuvudort)
San Esteban de la Sierra är en kommunhuvudort i Spanien.   Den ligger i provinsen Provincia de Salamanca och regionen Kastilien och Leon, i den centrala delen av landet, 190 km väster om huvudstaden Madrid. San Esteban de la Sierra ligger 631 meter över havet och antalet invånare är 415.
Terrängen runt San Esteban de la Sierra är kuperad åt sydväst, men åt nordost är den platt. San Esteban de la Sierra ligger nere i en dal. Runt San Esteban de la Sierra är det mycket glesbefolkat, med 7 invånare per kvadratkilometer. Närmaste större samhälle är Béjar, 18,0 km sydost om San Esteban de la Sierra. 